# Pasmo Lubania

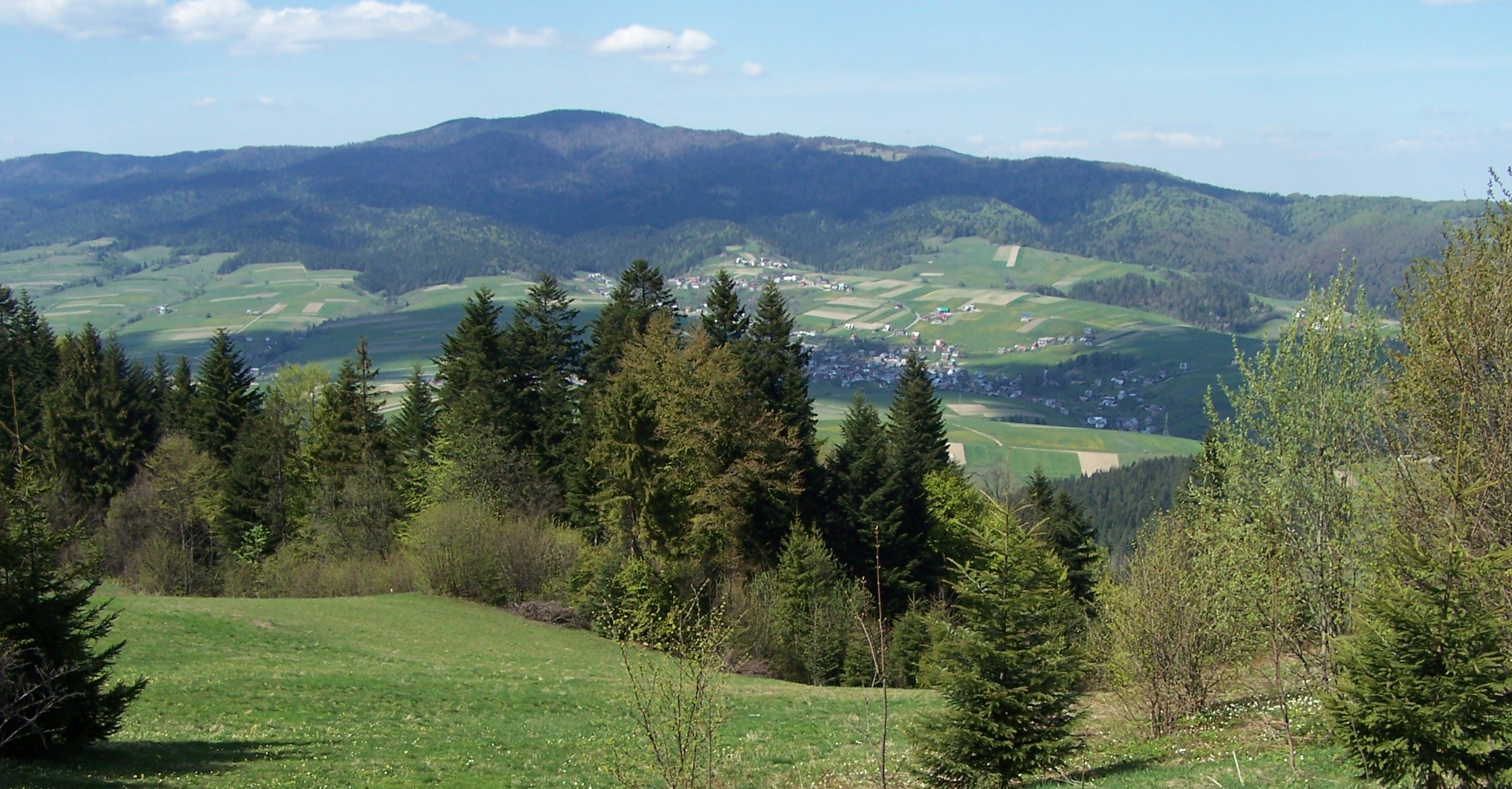
Pasmo Lubania, widok z Pienin Czorsztyńskich

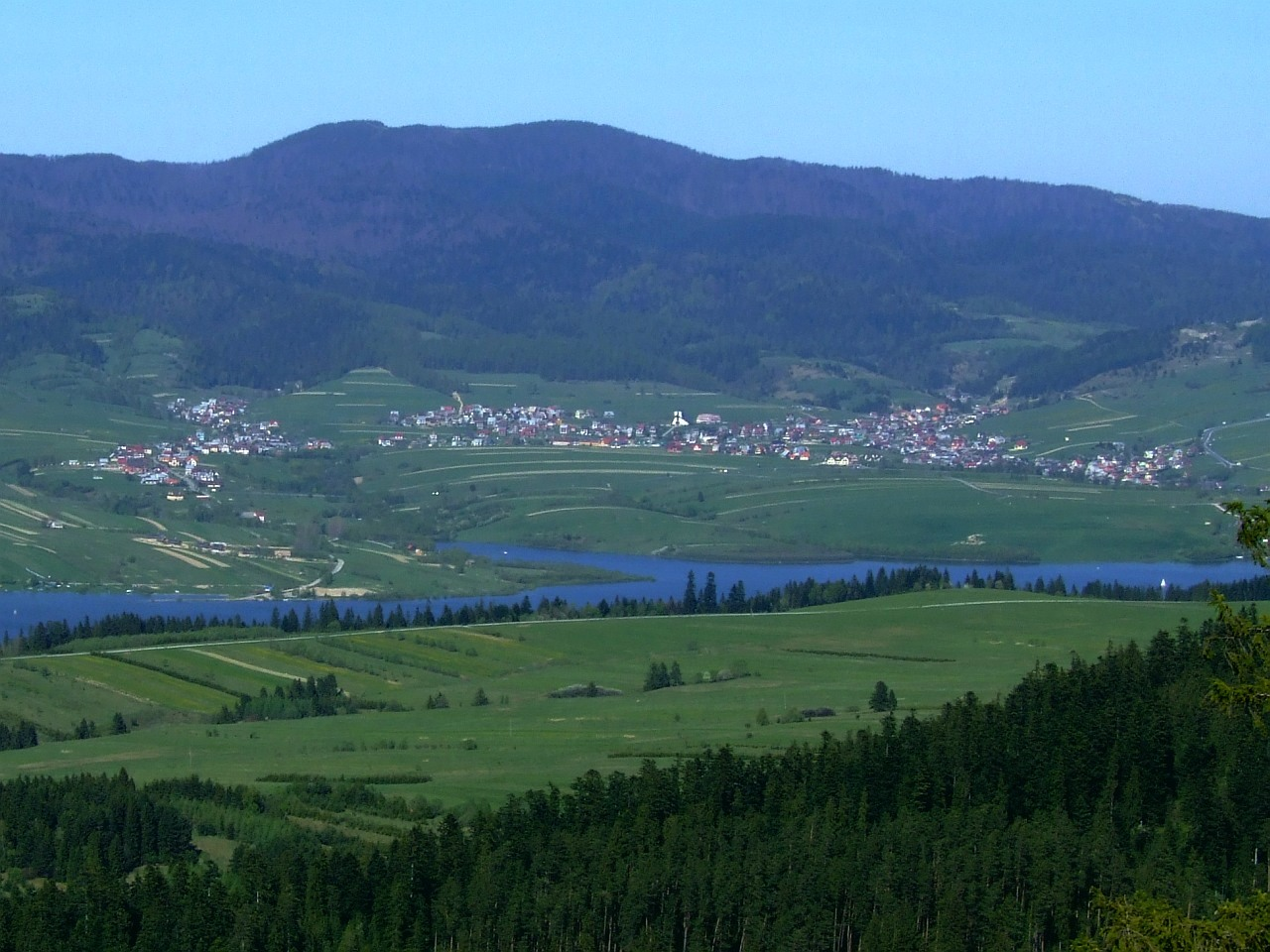
Pasmo Lubania, widok z Pienin Spiskich

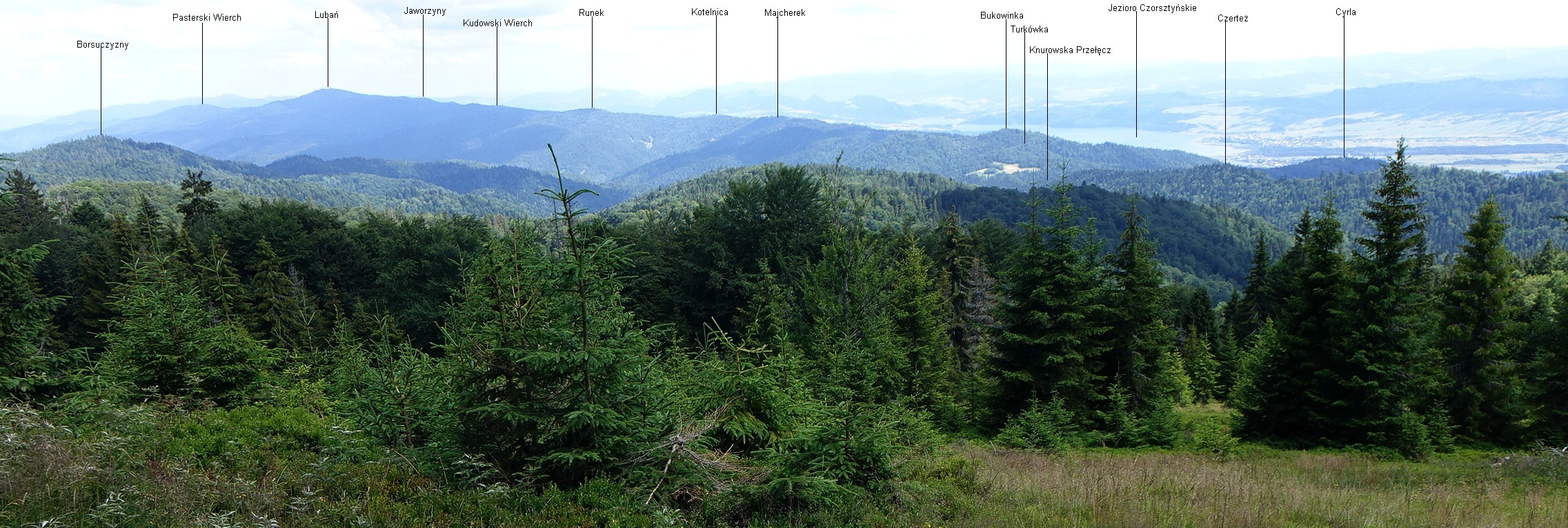
Widok z Zielenicy

Pasmo Lubania – dobrze wyodrębniony masyw górski w południowo-wschodniej części Gorców, między dolinami Ochotnicy, Dunajca i Krośnicy, oddzielony od głównego rozrogu Przełęczą Knurowską oraz dolinami potoków Furcówka i Knurowskiego. Od Pienin oddziela go przełącz Snozka i dolina Krośnicy. Długość ok. 20 km, szerokość do 10 km.

## Przebieg pasma
W Paśmie Lubania w kierunku od Przełęczy Knurowskiej na wschód wyróżnia się w jego grani głównej kolejno następujące, słabo wyodrębnione wierzchołki:
- Turkówka 890 m
- Bukowinka 935 m
- Chałupisko (936 m)
- Cyrla 913 m
- Kotelnica 946 m
- Runek (Hubieński) 997 m
- Runek 1004 m
- Kudowski Wierch 1024 m
- Jaworzyny 1096 m
- Lubań 1211 m – na zachodnim wierzchołku wieża widokowa
- Średni Groń
- Jaworzyna Ligasowska 1050 m
- Bukowina (1009 m)
- Czerteż Grywałdzki (861 m)
- Brożek (841 m)
- Kotelnica
- Marszałek 828 m
- Kopia Góra (476 m)

Pasmo ma równoleżnikowy przebieg. Od grani głównej odchodzi wiele krótkich, bocznych odnóg, na niektórych z nich również są nazwane wierzchołki. Łącznie w zbocza Pasma Lubania wcina się trzydzieści dolin. Doliny na północnych zboczach (Ochotnica Górna i Dolna) są wąskie i strome, te na południowych zboczach są dłuższe, mniej strome i bardziej zagospodarowane.

## Opis pasma
Partie grzbietowe zbudowane są z piaskowców magurskich, zbocza porośnięte lasami iglastymi i mieszanymi. Spływają z nich liczne potoki Na zboczach dwie niewielkie jaskinie osuwiskowe – Zbójnickie Dziury. Dość wysoko na zbocza podchodzą osiedla miejscowości położonych po obu stronach Pasma Lubania: od północnej strony jest to Ochotnica Dolna i Ochotnica Górna, od południowej Knurów, Szlembark, Huba, Maniowy, Kluszkowce, Mizerna, Krośnica, Grywałd, od wschodniej Krościenko i Tylmanowa. Najwyżej, bo na głównej grani, położone jest otoczone z wszystkich stron lasem niewielkie osiedle Studzionki. Na stokach i partiach grzbietowych liczne polany, pozostałość dawnego pasterstwa. Większość z nich od dawna nieużytkowana samoistnie zarasta lasem, niektóre zarosły już całkowicie. Na znajdującej się między dwoma wierzchołkami Lubania polanie Wierch Lubania skrzyżowanie szlaków turystycznych, a w sezonie letnim działa Studencka Baza Namiotowa Lubań.
Lasy porastające pasmo to głównie dolnoreglowa buczyna karpacka, lasy bukowo-jodłowe z domieszką jawora i jesionu. Resztki górnoreglowego lasu pierwotnego ostały się tylko na wierzchołku Lubania. Zachowały się niewielkie enklawy lasów modrzewiowych. Na jednej z nich utworzono rezerwat przyrody Modrzewie. Flora Pasma Lubania różni się nieco od flory pozostałej części Gorców. Jest to skutek cieplejszego i bardziej suchego mikroklimatu. Z rzadkich w Polsce gatunków roślin w Paśmie Lubania stwierdzono występowanie kukułki bzowej i irgi czarnej.

## Szlaki piesze w Paśmie Lubania
Całe pasmo przemierza znakowany czerwono Główny Szlak Beskidzki. Z dolin po obydwu stronach pasma dołączają do niego inne szlaki:
 odcinek: Knurowska Przełęcz – Lubań – Wierch Lubania. Odległość 13,7 km, suma podejść 750 m, suma zejść 430 m, czas przejścia: 4 godz., z powrotem 3:05 godz.
 odcinek: Krościenko nad Dunajcem – Wierch Lubania. Odległość 9,5 km, suma podejść 820 m, suma zejść 50 m, czas przejścia: 3 godz. 45 min, z powrotem 2 godz. 30 min
 Tylmanowa (Baszta) – Makowica – Czerteż – Pasterski Wierch – Średni Groń. Odległość 5,5 km, suma podejść 850 m, suma zejść 40 m, czas przejścia 2 godz. 30 min, z powrotem 1 godz. 20 min.
 Grywałd – Wierch Lubania. Odległość 5,8 km, suma podejść 660 m, czas przejścia 2 godz. 30 min, z powrotem 1 godz. 30 min.
 Ochotnica Dolna – Folwarki – Lubań – Wierch Lubania. Odległość 5,8 km, suma podejść 700 m, suma zejść 20 m, czas przejścia 2 godz. 40 min, z powrotem 1 godz. 30 min
 Snozka – Drzyślawa – Wyrobki – Wierch Lubania. Odległość 6,1 km, suma podejść 580 m, suma zejść 20 m, czas przejścia 2 godz. 30 min, z powrotem 1 godz. 40 min
 Osada Czorsztyn – Kluszkowce – Rezerwat przyrody Modrzewie – Gierowa Góra – Lubań – wyznakowany w 2015 roku.
 Ochotnica Dolna – dolina Kudowskiego Potoku – polana Morgi – Lubań – Wierch Lubania. Odległość 6,9 km, suma podejść 660 m, suma zejść 200 m, czas przejścia 2 godz. 40 min, z powrotem 1 godz. 35 min
 Maniowy – Mizerna – połączenie z GSB w rejonie polany Kudów – wyznakowany w 2015 roku.
Od 2015 roku istnieje wieża widokowa na Lubaniu.